# Lycée Janson-de-Sailly
O Lycée Janson-de-Sailly é a maior faculdade de Paris e uma das mais prestigiadas da Europa, com 3.290 alunos e 624 profissionais no ano letivo 2014-2015. É também uma das escolas com maior número de alunos do ensino médio na França, com 1.245 alunos divididos em 30 turmas.
O edifício está localizado no 16º arrondissement de Paris.

## Alunos famosos
- Jacques Attali, um economista francês e um escritor profícuo sobre diversos temas
- Serge Dassault, um empresário francês e político conservador, ocupando uma posição no senado francês
- Sébastien Izambard, um cantor e compositor francês
- Robert Louis-Dreyfus, um empresário francês

## Ligação externa
- Página oficial